# Dordrechtse Mixed Hockey Club
De Dordrechtse Mixed Hockey Club of DMHC is een hockeyclub uit Dordrecht. De club werd opgericht op 5 september 1925 tijdens een speciale oprichtingsvergadering. De clubkleuren hebben vanaf begin jaren 30 onafgebroken uit groen en wit bestaan.
Sinds 1974 speelt DMHC op het sportcomplex Schenkeldijk. Door de opkomst van het kunstgras kreeg DMHC in 1987 haar eerste kunstgrasveld en in 2001 kwam daar een tweede kunstgrasveld bij. In 2007 kreeg het clubhuis een grondige opknapbeurt en werd het terras aanzienlijk vergroot. In datzelfde jaar werd ook het derde kunstgrasveld in gebruik genomen. Het vierde en tot op heden laatste (semi-) kunstgrasveld is geopend in 2012. Mede door grootschalige fondsenwerving onder de leden is in 2017 een van de bestaande zandvelden vervangen door het eerste volwaardige waterveld.
Kenmerkend voor de club en terug te vinden in het clublogo is het op een terp gelegen clubhuis. In 2014 is deze terp vernoemd naar erelid Anne Scheening vanwege haar nauwe betrokkenheid bij de club.
Heren 1 van Dordrecht speelt sinds het seizoen 2017/2018 in de Tweede klasse. Dames 1 promoveerde aan het einde van seizoen 2017/2018 en speelt nu in de Eerste klasse.